# Горный (Алтайский край)
Горный — посёлок в Красногорском районе Алтайского края. Входит в состав муниципального образования сельское поселение Усть-Ишинский сельсовет.

## География
Расположен на правом берегу реки Иша, напротив села Карагуж.

## Население
| 1997 | 1998 | 1999 | 2000 | 2001 | 2002 | 2003 | 2004 | 2005 |
| ---- | ---- | ---- | ---- | ---- | ---- | ---- | ---- | ---- |
| 178  | ↘171 | ↘170 | ↗172 | ↗173 | ↘165 | ↘164 | ↗167 | ↘161 |
| 2006 | 2007 | 2008 | 2009 | 2010 | 2011 | 2012 | 2013 |      |
| ↘158 | ↘157 | ↘148 | ↗150 | ↘116 | ↗117 | ↘116 | ↘112 |      |

Национальный состав
Согласно результатам переписи 2002 года, в национальной структуре населения русские составляли 96 %.